# Ricardo de Burgos Bengoetxea
Ricardo de Burgos Bengoetxea (Bilbao, País Basc, 16 de març de 1986) és un àrbitre de futbol basc de la Primera Divisió espanyola. Ha estat àrbitre de la FIFA des del 2018 i està classificat com a àrbitre de primera categoria de la UEFA.

## Trajectòria
Després de quatre temporades a Segona Divisió, on va dirigir 88 partits, aconsegueix l'ascens a Primera Divisió espanyola alhora que el col·legiat murcià José María Sánchez Martínez.
Va debutar el 23 d'agost de 2015 a Primera Divisió en un Llevant Unió Esportiva contra el Real Club Celta de Vigo (1-2).
Després d'una primera temporada que li va servir d'aprenentatge, va ser la seva segona temporada, la 2016-2017 la que li va valer per demostrar el seu nivell, aprovant amb nota partits importants com el derbi madrileny Reial Madrid Club de Futbol vs Atlètic de Madrid (1-1) o el partit corresponent a la jornada 38 amb el títol en joc de Primera Divisió d'Espanya 2016-17 que va enfrontar el Màlaga CF vs Reial Madrid Club de Futbol (0-2). Finalitza la temporada en el lloc número 4 del rànquing ofert pel Comitè Tècnic d'Àrbitres de la RFEF.
Va dirigir el partit d'anada de la Supercopa d'Espanya de Futbol 2017, entre el FC Barcelona i el Reial Madrid CF (1-3) el 13 d'agost de 2017 al Camp Nou, Barcelona. El 2018, va ser inclòs a la llista d'àrbitres de la FIFA. Va arbitrar el seu primer partit internacional sènior el 10 d'octubre de 2019 a la fase de classificació per a l'Eurocopa 2020 de la UEFA entre Bielorússia i Estònia.
Va ser l'àrbitre de la final de la Copa del Rei 2025 entre el FC Barcelona i el Reial Madrid acompanyat per Pablo González Fuertes al VAR i Busquets Ferrer com a quart àrbitre, després d'una forta polèmica derivada de pressions fetes pel Reial Madrid per tal que l'equip arbitral fos canviat.

## Internacional
Va ser el representant espanyol del Programa de la UEFA CORE per a joves àrbitres en 2016.
El col·legiat basc és internacional des de l'1 de gener de 2018 cobrint la plaça que va quedar lliure per la retirada de Clos Gómez que va haver de renunciar també al seu lloc a la UEFA l'1 de juliol de 2017.

## Temporades
| Categoria        | País    | Any       | Partits |
| ---------------- | ------- | --------- | ------- |
| Tercera Divisió  | Espanya | 2006-2009 |         |
| Segona Divisió B | Espanya | 2009-2011 | 26      |
| Segona Divisió   | Espanya | 2011-2015 | 88      |
| Primera Divisió  | Espanya | 2015-     | 77      |